# Chitina (Alaska)
Chitina ist ein census-designated place in der Copper River Census Area von Alaska. Das U.S. Census Bureau hat bei der Volkszählung 2020 eine Einwohnerzahl von 101 ermittelt.
Die Ortschaft liegt am Edgerton Highway an der Mündung des Chitina Rivers in den Copper River. Copper Center liegt 85 km und Glennallen 106 km nordwestlich. Östlich, auf der gegenüberliegenden Seite des Copper Rivers, grenzt der Wrangell-St.-Elias-Nationalpark an. Die McCarthy Road, eine von zwei Straßen in den Park, beginnt bei Chitina.

## Geschichte

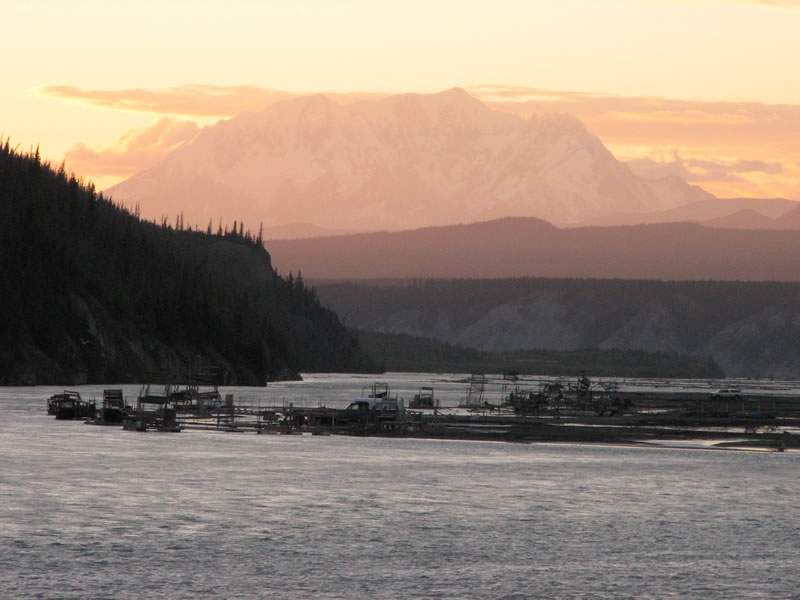
Lachsfanggeräte am Copper River bei Chitina

Athabasken leben seit bis zu 7000 Jahren in der Region. Südlich und östlich der Siedlung gibt es archäologische Fundstellen. Ende des 19. Jahrhunderts führten Kupferfunde im nördlichen Tal des Chitina Rivers Minenarbeiter in die Gegend. Der Bau der Copper River and Northwestern Railway machte Chitina 1914 zu einer florierenden Ortschaft. Fast ganz Chitina war im Besitz von Otto Adrian Nelson, einem Vermessungsingenieur der Kennicott-Minen. Er versorgte die Ortschaft mit durch Wasserkraft gewonnener elektrischer Energie.
Nach der Schließung der Kupferminen 1938 verließen fast alle Einwohner den Ort. Chitina verkam nahezu zu einer Geisterstadt. Die Trasse der Eisenbahn wurde ab 1945 in eine Straße, den Copper River Highway, umgebaut. Die Arbeiten wurden jedoch 1964 nach dem Einsturz der Million Dollar Bridge eingestellt, bevor der Highway Chitina erreicht hatte. Die McCarthy Road, ebenfalls auf der ehemaligen Bahntrasse gebaut, führt von Chitina in den Nationalpark nach Kennicott. Heute ist der Ort eine beliebte Anlaufstelle für Lachsangler.